# 関西医科大学総合医療センター
関西医科大学総合医療センター（かんさいいかだいがくそうごういりょうせんたー）は、学校法人関西医科大学が大阪府守口市文園町に設置する病院。

## 概要
3つある関西医科大学病院の基幹病院の1つとして、ブレインメディカルセンターを擁し、精神神経科、心療内科、神経内科、脳神経外科等を含めリエゾンの展開、心療内科が新たに始める「ストレスケア外来」等の医療を行っている。
老朽化が進んでいた為、建物の建て替え工事が進められ、2016年5月6日の新病院開院に合わせて関西医科大学総合医療センターへと名称を変えた。
2020年より新型コロナウイルス感染症患者を受け入れ（52床）、うち20床は重症病床として稼働。

## 沿革
（この節の出典）
- 1932年 - 大阪女子高等医学専門学校附属病院開設
- 1947年 - 大阪女子医科大学附属病院と改称
- 1954年 - 関西医科大学附属病院と改称
- 1979年 - 附属病院第3次救命救急センター開設
- 1992年 - 附属肝臓研究所を設置
- 1993年 - 高度救命救急センターの認定、特定機能病院の承認を受ける
- 1996年 - 大阪府災害拠点病院に指定
- 1998年 - 北館増築
- 1999年 - 地域医療連携室を開設
- 2002年 - 治験管理センターと医療安全管理部と卒後臨床研修センターを設置
- 2004年 - 感染症対策室を設置、栄養管理部を独立 特定機能病院の指定返上（関西医科大学附属枚方病院開設に伴い本院機能を移設）
- 2006年 - 関西医科大学附属滝井病院に改称
- 2007年 - 臨床工学センターを設置
- 2009年 - 肝疾患センターを設置
- 2010年 - 外来化学療法室を設置
- 2012年 - 救命救急センターに変更（関西医科大学附属枚方病院に高度機能を移設）
- 2013年 - 心臓血管病センターと乳腺外科と末梢血管外科を再開
- 2016年 - 建物の老朽化が進んでいた為、もともと大学のあった場所に新たな建物を建設し現病院名へ改称
- 2017年 - 公益財団法人日本医療機能評価機構認定病院に認定
- 2018年 - 旧本館跡地にホスピタルガーデンを開設
- 2020年 - 地域医療支援病院に承認、DPC特定病院群（大学病院本院に準ずる機能を有する）に指定

## 診療科
- 血液腫瘍内科
- 呼吸器膠原病内科
- 呼吸器腫瘍アレルギー内科
- 循環器腎内分泌代謝内科
- 消化器肝臓内科
- 神経内科
- 精神神経科
- 小児科
- 消化管外科
- 肝胆膵外科
- 乳腺外科
- 血管外科
- 心臓外科
- 呼吸器外科
- 脳神経外科
- 整形外科
- 形成外科
- 皮膚科
- 腎泌尿器外科
- 眼科
- 耳鼻咽喉科・頭頸部外科
- 放射線科
- 産婦人科
- 麻酔科
- ペインクリニック・緩和医療科
- 病理診断科
- 救急医学科
- リハビリテーション科

## 医療機関の指定・認定
（下表の出典）
| 保険医療機関 | 労災保険指定病院 |
| 母体保護法指定医の配置されている医療機関 | 生活保護法指定病院（中国残留邦人等の円滑な帰国の促進並びに永住帰国した中国残留邦人等及び特定配偶者の自立の支援に関する法律（平成六年法律第三十号）に基づく指定医療機関を含む。） |
| 臨床研修病院 | 指定自立支援病院（更生医療） |
| 結核指定病院 | 指定自立支援病院（育成医療） |
| 肝疾患診療連携拠点病院 | 原子爆弾被害者医療指定病院 |
| DPC対象病院 | 精神保健指定医の配置されている医療機関 |
| 指定自立支援医療機関（精神通院医療） | 身体障害者福祉法指定医の配置されている医療機関 |
| 精神保健及び精神障害者福祉に関する法律（昭和二十五年法律第百二十三号）に基づく指定病院又は応急入院指定病院                                                                 | 医療保護施設（中国残留邦人等の円滑な帰国の促進並びに永住帰国した中国残留邦人等及び特定配偶者の自立の支援に関する法律に基づく医療保護施設を含む。)                                |
| 診療科名中に産婦人科、産科又は婦人科を有する病院にあっては、公益財団法人日本医療機能評価機構が定める産科医療補償制度標準補償約款と同一の産科医療補償約款に基づく補償の有無 | 公害医療機関 |
| 地域医療支援病院 | |

- 救急告示病院（二次救急、三次救急）[4]
- 災害拠点病院（地域）[5]
- 大阪府がん診療拠点病院（府指定）[6]
- 公益財団法人日本医療機能評価機構認定病院[7]
- このほか、各種法令による指定・認定病院であるとともに、各学会の認定施設でもある。

## 交通アクセス
- 京阪本線「滝井駅」より徒歩約2分[8]
- Osaka Metro谷町線・Osaka Metro今里筋線「太子橋今市駅」2番出口より徒歩約6分[8]
- 大阪シティバス「地下鉄太子橋今市」停留所より徒歩約6分[8]